# Caaporã
Caaporã est une ville brésilienne de l'est de l'État de la Paraíba.
Sa population était estimée à 20 979 habitants en 2006. La municipalité s'étend sur 150 km2.